# Крес (Дордонь)
Крес (фр. Creysse) — коммуна во Франции, находится в регионе Аквитания. Департамент — Дордонь. Входит в состав кантона Бержерак-2. Округ коммуны — Бержерак.
Код INSEE коммуны — 24145.

## География
Коммуна расположена приблизительно в 470 км к югу от Парижа, в 95 км восточнее Бордо, в 39 км к югу от Перигё.
На юге коммуны протекает река Дордонь.

### Климат
Климат умеренный океанический со средним уровнем осадков, которые выпадают преимущественно зимой. Лето здесь долгое и тёплое, однако также довольно влажное, здесь не бывает регулярных периодов летней засухи. Средняя температура января — 5 °C, июля — 18 °C. Изредка вследствие стечения неблагоприятных погодных условий может наблюдаться непродолжительная засуха или случаются поздние заморозки. Климат меняется очень часто, как в течение сезона, так и год от года.

## Население
Население коммуны на 2010 год составляло 1854 человека.
| 1962 | 1968 | 1975 | 1982 | 1990 | 1999 | 2010 |
| ---- | ---- | ---- | ---- | ---- | ---- | ---- |
| 2147 | 2171 | 1797 | 1897 | 2336 | 2267 | 1854 |

## Администрация
| Период | Период | Фамилия            | Партия                              | Примечания |
| ------ | ------ | ------------------ | ----------------------------------- | ---------- |
| 2001   | 2008   | Жан Ирань          | Французская коммунистическая партия |            |
| 2008   | 2020   | Фредерик Дельмарес | Социалистическая партия             |            |

## Экономика
В 2010 году среди 1194 человек трудоспособного возраста (15-64 лет) 864 были экономически активными, 330 — неактивными (показатель активности — 72,4 %, в 1999 году было 68,2 %). Из 864 активных жителей работали 749 человек (386 мужчин и 363 женщины), безработными было 115 (51 мужчина и 64 женщины). Среди 330 неактивных 78 человек были учениками или студентами, 151 — пенсионерами, 101 были неактивными по другим причинам.

## Достопримечательности
- Замок Тиреган[фр.] (XVIII век). Исторический памятник с 2002 года[5]
- Замок Рок

## Города-побратимы
- Сент-Альфонс-Родригес[англ.] (Квебек, Канада)

## Фотогалерея
- Замок Тиреган
- Замок Рок
- Река Кодо